# Звезда моды
«Звезда́ мо́ды» (англ. Fashion Star) — американское модное реалити-шоу на телеканале NBC. Ведущей первого сезона была топ-модель Эль Макферсон, во втором её заменила Луиз Роу. Участники шоу соревнуются друг с другом в создании лучшей одежды. Их проекты оцениваются членами жюри, и один или несколько дизайнеров выбывают каждую неделю.
11 мая 2012 года NBC продлило «Звезду моды» на второй сезон, который стартовал 7 марта 2013 года. 17 июля 2013 года канал закрыл шоу после двух сезонов.

## Формат шоу
Четырнадцать начинающих дизайнеров, мечтая о мировой славе, вступают в борьбу, где останется только один победитель. Приз таков, что дух захватывает — 6 000 000 долларов на создание коллекции, которая затем будет выставлена во всемирно известных магазинах.

## Жюри
Судьями шоу стали певица и дизайнер Джессика Симпсон, с 2006 года выпускающая собственную линию модной одежды, дизайнер Николь Ричи и мужской дизайнер Джон Варватос.

## Сезоны
| Сезон | Начало показа | Конец показа | Количество участников | Победитель  | Финалисты         | Финалисты           | Модные бренды                          |
| ----- | ------------- | ------------ | --------------------- | ----------- | ----------------- | ------------------- | -------------------------------------- |
| 1     | 13 марта 2012 | 15 мая 2012  | 14                    | Кара Ларикс | Ронни Эскаланте   | Нзимиро Опута       | Macy’s Saks Fifth Avenue H&M           |
| 2     | 8 марта 2013  | 10 мая 2013  | 12                    | Хантер Белл | Кассандра Хоббинс | Дэниел Сильверстейн | Macy’s Saks Fifth Avenue Express, Inc. |